# O.S.T. (album)
Albums de People Under the Stairs
Question in the Form of an Answer
(2000) ...Or Stay Tuned EP
(2003)
O.S.T. est le troisième album studio des People Under the Stairs, sorti le 4 juin 2002.
L'album s'est classé 50e au Top Independent Albums

## Liste des titres
| No  | Titre                                          | Durée |
| --- | ---------------------------------------------- | ----- |
| 1.  | Intro                                          | 4:15  |
| 2.  | Jappy Jap                                      | 3:47  |
| 3.  | The Suite for Beaver Part 1                    | 4:26  |
| 4.  | The Suite for Beaver Part 2                    | 4:06  |
| 5.  | O.S.T. (Original Soundtrack) (featuring Odell) | 5:13  |
| 6.  | Empty Bottles of Water                         | 3:29  |
| 7.  | Jim Sr.                                        | 0:46  |
| 8.  | The Outrage                                    | 4:32  |
| 9.  | The Hang Loose                                 | 4:02  |
| 10. | The Double K Show                              | 3:24  |
| 11. | Tales of Kidd Drunkadelic                      | 3:02  |
| 12. | Keepin It Live                                 | 4:36  |
| 13. | The Dig                                        | 3:43  |
| 14. | The Heat                                       | 0:58  |
| 15. | Montego Slay                                   | 4:12  |
| 16. | The L.A. Song                                  | 4:26  |
| 17. | 8 Is Enuff                                     | 3:09  |
| 18. | Acid Raindrops (featuring Camel MC)            | 4:55  |
| 19. | The Joyride                                    | 4:06  |
| 20. | The Breakdown (featuring Headnodic à la basse) | 5:00  |